# ساني
ساني هي بلدة ريفية موريتانية تقع في مقاطعة كنكوصة في منطقة ولاية العصابة الواقعة في جنوب موريتانيا.

## الموقع
تقع بلدة ساني في جنوب مقاطعة كنكوصة في منطقة العصابة الواقعة في جنوب موريتانيا، وتبلغ مساحتها 1512 كيلومتر مربع، ويحدها من جهة الشمال بلدية كروجل وبلدية الملقى، ويحدها من جهة الشرق بلدية بلاجميل، ويحدها من جهة الجنوب بلدية كنكوصة وبلدية لحرج، بينما يحدها من جهة الغرب بلدية لكران.

## السكان
شهدت بلدة ساني نموًّا سكانيًّا ملحوظًا خلال القرن الحادي والعشرين، حيث ارتفع عدد سكان البلدة من 8928 نسمة في عام 2000، إلى 9295 نسمة في عام 2013 بمُعدل نمو سنوي بلغ 0.33٪ على مدى 13 عامًا.

## التاريخ
تأسست بلدة ساني بموجب المرسوم الصادر في 20 أكتوبر عام 1987 بشأن تأسيس البلديات الموريتانية. ويشغل محمد المصطفى ولد ابرهام منصب عمدة بلدية ساني بدءًا من 21 يونيو (حزيران) عام 2023 وحتّى الآن.

## الاقتصاد
تُشكل الزراعة النشاط الاقتصادي الرئيسي لسكان بلدة ساني مثلهم في ذلك مثل سكان جميع البلدات الموريتانية الموجودة في المنطقة تقريبًا. ومع ذلك فلا يزال اقتصاد البلدة متواضعًا وهش بسبب ما يواجهه من عقبات تُعرقل محاولات تنميته، ولا سيما الظروف المناخية أو قلة الإمكانيات المتوفرة للمزارعين. وفي سبيل للتغلب على هذه المعوقات، قامت الحكومة الموريتانية بالتعاون مع المنظمات غير الحكومية المختلفة لتمويل عدد من المشاريع التي تُساعد على تحسين الظروف المعيشية لسكان البلدة.

## الخدمات

### التعليم
تحتوي بلدة ساني على كلية أنشئت في عام 2020 كجزء من برنامج "تحوّداتي" الذي كان يهدف إلى تحديث نظام التعليم في المنطقة وتحسين مستواه وجودته.